# Typhonium taylorii
Typhonium taylorii är en kallaväxtart som beskrevs av Alistair Hay. Typhonium taylorii ingår i släktet Typhonium och familjen kallaväxter. Inga underarter finns listade.